# Giovanni I d'Olanda
 (in olandese Jan I van Holland; 1284 – Haarlem, 10 novembre 1299) fu il diciottesimo Conte d'Olanda e di Zelanda, dal 1296 alla sua morte.

## Origine
Secondo il capitolo n° 74e della Chronologia Johannes de Beke Giovanni era l'unico figlio maschio sopravvissuto ai genitori del diciassettesimo (secondo il capitolo n° 73a della Chronologia Johannes de Beke , fu il quindicesimo) Conte d'Olanda e di Zelanda, Fiorenzo V e di Beatrice di Dampierre (1260 - 23 luglio 1296), che secondo la Iohannis de Thielrode Genealogia Comitum Flandriæ era la figlia femmina secondogenita del conte di Fiandra, Guido di Dampierre e di Matilda di Béthune, che ancora secondo la Iohannis de Thielrode Genealogia Comitum Flandriæ era figlia di Roberto VII, signore di Béthune e della moglie Elisabetta di Morialmes.
Sia secondo il capitolo n° 70a della Chronologia Johannes de Beke che la Cronica Principum Saxonie, Fiorenzo V d'Olanda era il figlio maschio ultimogenito del sedicesimo (secondo gli Annales Egmundani, fu il quattordicesimo) Conte d'Olanda e re dei Romani o re di Germania, Guglielmo II e di Elisabetta di Brunswick-Lüneburg (1230 – 27 maggio 1266), che, secondo il Chronicon Sancti Michaelis Luneburgensis, era la figlia terzogenita del duca di Brunswick-Lüneburg, Ottone I detto il fanciullo e della consorte Matilde del Brandeburgo, che, ancora secondo il Chronicon Sancti Michaelis Luneburgensis, era la figlia femmina primogenita del Margravio del Brandeburgo, Alberto II e della moglie, Matilde di Groitzsch.

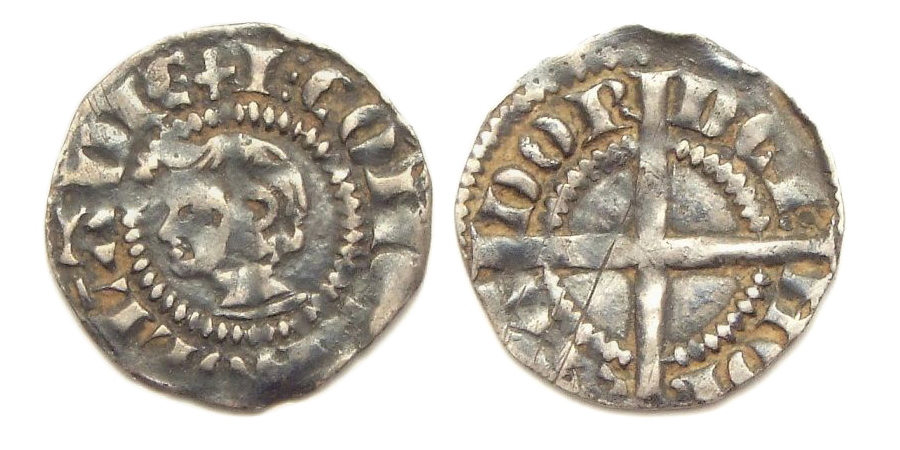
Penny su cui è raffigurato Giovanni I

## Biografia
Suo padre, Fiorenzo V, cercava un'alleanza con il re d'Inghilterra, Edoardo I, e, dopo un primo accordo di matrimonio, datato 5 luglio 1281, che viene riportato nel documento n° 1967 dell'Oorkondenboek Holland, che riguardava il fidanzamento della figlia Margherita, ancora bambina, col figlio di Edoardo I, Alfonso, conte di Chester, (Bayonne 24 novembre 1273-Windsor 19 agosto 1284), nel 1285, dopo la morte di Alfonso, ci fu un secondo accordo di matrimonio che riguardava il proprio figlio, Giovanni, di pochi mesi, con la figlia di Edoardo, Elisabetta, di circa tre anni, come ci conferma il capitolo 74e della Chronologia Johannes de Beke.
In quel periodo, suo padre chiese ed ottenne da Rodolfo I d'Asburgo, Re dei Romani (Rodolfo I d'Asburgo era alleato di Fiorenzo V e del duca di Brabante, Giovanni I) in carica le terre della Contea di Zelanda, che controllavano l'accesso al fiume Schelda.
Nel 1292, suo padre, Fiorenzo partecipò alla Grande causa nata a seguito della morte di Margherita di Scozia, nipote del defunto Alessandro III di Scozia e sua unica erede. Le pretese di Fiorenzo nascevano dal fatto di discendere da Davide I di Scozia, che la sua bis-nonna Ada di Scozia, nipote di Davide I, era sorella di due re di Scozia: Malcolm IV e Guglielmo I il Leone; Edoardo I d'Inghilterra, che, pur avanzando anche lui delle pretese al trono, fu incaricato di decidere a chi spettasse la successione, tuttavia Edoardo I, sempre secondo il capitolo 74e della Chronologia Johannes de Beke. non gli diede il supporto sperato, ma, prima della fine di quell'anno scelse Giovanni Balliol, anche lui discendente da Davide I di Scozia.
Qualche anno dopo, Edoardo I decise di spostare il commercio della lana inglese da Dordrecht, in Olanda, a Mechelen nel Ducato di Brabante (il duca Giovanni I divenne un buon alleato di Edoardo I) per ottenere l'appoggio delle Fiandre nella guerra contro la Francia, che riuscì ad ottenere. Chiaramente contrariato Fiorenzo V ruppe l'alleanza con Edoardo, anche se Edoardo aveva suo figlio Giovanni in ostaggio, e si alleò con i francesi nel 1296, il sovrano inglese reagì proibendo il commercio con l'Olanda e cospirò con Guido di Dampierre perché facesse rapire il genero, Fiorenzo V e che ebbe come conseguenza l'uccisione di Fiorenzo; questi avvenimenti sono narrati ampiamente nel capitolo 75c della Chronologia Johannes de Beke.
Alla morte di Fiorenzo V Giovanni, che da tempo si trovava in Inghilterra, presso la corte inglese, per la sua educazione, succedette al padre come Giovanni I, e sposò la fidanzata, Elisabetta, il 18 gennaio 1297.
 Dopo l'assassinio di Fiorenzo il sovrano inglese aveva chiamato presso di sé diversi nobili olandesi con simpatie britanniche, come ci viene confermato nel capitolo 77a della Chronologia Johannes de Beke e subito dopo le nozze, celebrate a Ipswich, fu permesso a Giovanni di tornare in patria (Elisabetta non raggiunse subito il giovane marito, ella infatti si recò in Olanda solo nel 1298 circa un anno dopo le nozze.), con la promessa che si sarebbe fatto consigliare dai nobili scelti dal suocero. Sempre secondo il capitolo 77a della Chronologia Johannes de Beke, la nave di Giovanni I, causa il vento invece di approdare in Olanda approdò in Zelanda, quindi la reggenza andò a due nobili della Zelanda: Jan III Signore di Renesse (1249-16 agosto 1304) agì da reggente, ma il 30 aprile 1297 Giovanni lo scalzò e nominò al suo posto Wolfert I van Borselen, signore di Veere, dandogli l'incarico fino al compimento del suo quindicesimo anno.
Nel corso del 1297, si ebbe una ribellione in Frisia, che secondo il capitolo 77b della Chronologia Johannes de Beke, portò a scontri armati con la sconfitta finale dei Frisoni.
Borselen aveva promosso una politica di neutralità sia verso le Fiandre che verso l'Inghilterra, fatale gli fu una sommossa che, secondo il capitolo 77b della Chronologia Johannes de Beke, scoppiò nella città di Delf, a causa delle tasse, e qui venne ucciso dalla folla, il 30 agosto 1299. Giovanni I ormai quindicenne cominciò a governare le sue contee, ma, ancora secondo il capitolo 77b della Chronologia Johannes de Beke, il 10 novembre (iii kalendasl novembris) 1299 (anno Domini m cc xcix°), ad Haarlem (apud Harlem), Giovanni (Iohannes domicellus) morì (requievit in Domino), secondo le cronache, di dissenteria. Giovanni I, sempre secondo il capitolo 77b della Chronologia Johannes de Beke, fu sepolto nell'Abbazia di Rijnsburg. Secondo alcune voci, la morte di Giovanni I era dovuta ad avvelenamento, ordito dal cugino, Giovanni I di Hainaut.
Il giovane conte era morto senza eredi e nessuno dei suoi fratelli era ancora vivente; Elisabetta, la vedova di Giovanni I, fece ritorno in Inghilterra e, circa tre anni dopo, si risposò, in seconde nozze, con Humphrey de Bohun, IV conte di Hereford.
Il contado d'Olanda, come ci conferma il capitolo 78a della Chronologia Johannes de Beke, passò agli Avesnes, i Conti di Hainaut, nella persona di Giovanni I di Hainaut figlio di una prozia di Giovanni, Adelaide d'Olanda (1230 circa-9 aprile 1284 circa), che era stata reggente della contea, per conto del padre di Giovanni I, Fiorenzo V, tra il 1258 ed il 1263. Da quel momento la contea di Hainaut fu legata alla contea d'Olanda, come stato indipendente, da un'Unione personale.

## Matrimonio e discendenza
Giovanni aveva sposato Elisabetta d'Inghilterra, che, secondo il Florentii Wigornensis Monachi Chronicon, Continuatio, vol. II, era la tredicesima figlia del re d'Inghilterra e duca d'Aquitania, Edoardo I e di Eleonora di Castiglia (1241-1290), che sia secondo gli annales londonienses, che secondo il cronista e monaco benedettino inglese, Matteo di Parigi, quando, nel 1254, sposò Edoardo I. la citano come sorellastra del re di Castiglia e León: Alfonso X il Saggio, per cui era la figlia del re di Castiglia e León, Ferdinando III il Santo e della sua seconda moglie, Giovanna di Dammartin, come ci conferma il Roderici Toletani Archiepiscopi De Rebus Hispaniæ.
Edoardo I d'Inghilterra, secondo gli Annales de Theokesberia, era il figlio del re d'Inghilterra e duca d'Aquitania, Enrico III, e di Eleonora di Provenza.
ma dalla loro unione non erano nati figli, e di Giovanni non si conosce nessuna discendenza

## Ascendenza
|                                  |                                    |                                      | Genitori                                         |  |  | Nonni |  |  | Bisnonni                    |  |  | Trisnonni                   |  |
|                                  |                                    |                                      |                                                  |  |  |       |  |  | Fiorenzo IV, conte d'Olanda |  |  | Guglielmo I, conte d'Olanda |  |
|                                  |                                    |                                      |                                                  |  |  |       |  |  | Fiorenzo IV, conte d'Olanda |  |  | Guglielmo I, conte d'Olanda |  |
|                                  |                                    | Adelaide di Gheldria                 |                                                  |  |  |       |  |  | Fiorenzo IV, conte d'Olanda |  |  |                             |  |
| Guglielmo II, conte d'Olanda     |                                    |                                      |                                                  |  |  |       |  |  | Fiorenzo IV, conte d'Olanda |  |  |                             |  |
|                                  |                                    | Matilde di Brabante                  | Enrico I, duca di Brabante                       |  |  |       |  |  |                             |  |  |                             |  |
|                                  |                                    | Matilde di Brabante                  | Enrico I, duca di Brabante                       |  |  |       |  |  |                             |  |  |                             |  |
|                                  |                                    | Matilde di Brabante                  | Matilde di Lorena                                |  |  |       |  |  |                             |  |  |                             |  |
| Fiorenzo V, conte d'Olanda       |                                    | Matilde di Brabante                  |                                                  |  |  |       |  |  |                             |  |  |                             |  |
|                                  |                                    | Ottone I, duca di Brunswick-Lüneburg | Guglielmo, signore di Lüneburg                   |  |  |       |  |  |                             |  |  |                             |  |
|                                  |                                    | Ottone I, duca di Brunswick-Lüneburg | Guglielmo, signore di Lüneburg                   |  |  |       |  |  |                             |  |  |                             |  |
|                                  |                                    | Ottone I, duca di Brunswick-Lüneburg | Elena di Danimarca                               |  |  |       |  |  |                             |  |  |                             |  |
| Elisabetta di Brunswick-Lüneburg |                                    | Ottone I, duca di Brunswick-Lüneburg |                                                  |  |  |       |  |  |                             |  |  |                             |  |
|                                  |                                    | Matilda del Brandeburgo              | Alberto II, margravio di Brandeburgo             |  |  |       |  |  |                             |  |  |                             |  |
|                                  |                                    | Matilda del Brandeburgo              | Alberto II, margravio di Brandeburgo             |  |  |       |  |  |                             |  |  |                             |  |
|                                  |                                    | Matilda del Brandeburgo              | Matilde di Lusazia                               |  |  |       |  |  |                             |  |  |                             |  |
| Giovanni I, conte d'Olanda       |                                    | Matilda del Brandeburgo              |                                                  |  |  |       |  |  |                             |  |  |                             |  |
|                                  | Guglielmo II, signore di Dampierre | Guido II, signore di Dampierre       |                                                  |  |  |       |  |  |                             |  |  |                             |  |
|                                  | Guglielmo II, signore di Dampierre | Guido II, signore di Dampierre       |                                                  |  |  |       |  |  |                             |  |  |                             |  |
|                                  | Guglielmo II, signore di Dampierre | Matilde I, signora di Borbone        |                                                  |  |  |       |  |  |                             |  |  |                             |  |
| Guido, conte di Fiandra          | Guglielmo II, signore di Dampierre |                                      |                                                  |  |  |       |  |  |                             |  |  |                             |  |
|                                  |                                    | Margherita II, contessa di Fiandra   | Baldovino I, imperatore latino di Costantinopoli |  |  |       |  |  |                             |  |  |                             |  |
|                                  |                                    | Margherita II, contessa di Fiandra   | Baldovino I, imperatore latino di Costantinopoli |  |  |       |  |  |                             |  |  |                             |  |
|                                  |                                    | Margherita II, contessa di Fiandra   | Maria di Champagne                               |  |  |       |  |  |                             |  |  |                             |  |
| Beatrice di Fiandra              |                                    | Margherita II, contessa di Fiandra   |                                                  |  |  |       |  |  |                             |  |  |                             |  |
|                                  |                                    | Roberto VII, signore di Béthune      | Guglielmo II, signore di Béthune                 |  |  |       |  |  |                             |  |  |                             |  |
|                                  |                                    | Roberto VII, signore di Béthune      | Guglielmo II, signore di Béthune                 |  |  |       |  |  |                             |  |  |                             |  |
|                                  |                                    | Roberto VII, signore di Béthune      | Matilde di Dendermonde                           |  |  |       |  |  |                             |  |  |                             |  |
| Matilda di Béthune               |                                    | Roberto VII, signore di Béthune      |                                                  |  |  |       |  |  |                             |  |  |                             |  |
|                                  |                                    | Isabella di Morialmes                | Arnoldo, signore di Morialmes                    |  |  |       |  |  |                             |  |  |                             |  |
|                                  |                                    | Isabella di Morialmes                | Arnoldo, signore di Morialmes                    |  |  |       |  |  |                             |  |  |                             |  |
|                                  |                                    | Isabella di Morialmes                | Giovanna di Bailleul                             |  |  |       |  |  |                             |  |  |                             |  |
|                                  |                                    | Isabella di Morialmes                |                                                  |  |  |       |  |  |                             |  |  |                             |  |

### Fonti primarie
- (LA)  Monumenta Germaniae Historica, Scriptores, tomus IX.
- (LA)  Monumenta Germaniae Historica, Scriptores, tomus XVI.
- (LA)  Monumenta Germaniae Historica, Scriptores, tomus XXIII.
- (LA)  Monumenta Germaniae Historica, Scriptores, tomus XXV.
- (LA)  Chronologia Johannes de Bek.
- (LA)  Oorkondenboek Holland.
- (LA)  Matthæi Parisiensis, monachi Sancti Albani, Chronica majora, vol III.
- (LA)  Florentii Wigorniensis monachi Chronicon, Tomus II.
- (LA)  Chronicles of the reigns of Edward I and Edward II, annales londonienses.
- (LA)  Recueil des historiens des Gaules et de la France. Tome 12.
- (LA)  Annales monastici. Vol. 1.

### Letteratura storiografica
- P.J. Blok, Germania 1272 - 1313, cap. VIII, vol. VI (declino dell'impero e del papato e sviluppo degli stati nazionali) della Storia del Mondo Medievale, 1999, pp. 332–371.
- Abate di Vallemont, Gli elementi della storia, ovvero ciò, che bisogna sapere della cronologia, geografia, storia universale, chiesa del Vecchio, e Nuovo Testamento, monarchie antiche, e novelle, e del blasone., tomo quinto, Venezia, Stamperia di Giambattista Albrizzi q. Gir., 1748.
- (NL) Willem Procurator, Kroniek, Hilversum, Uitgeverij Verloren, 2001, ISBN 9789065506627.